# 世界新体操クラブ選手権
世界新体操クラブ選手権（せかいしんたいそうクラブせんしゅけん）は、日本の東京体育館で開催される新体操の国際大会である。日本新体操連盟主催、国際体操連盟（FIG）・日本体操協会共催、イオン特別協賛で行われる。カップタイトルは「イオンカップ」。

## 概要
新体操の所謂「クラブ世界チャンピオン」を決定する大会である。また、世界唯一の世界ジュニアチャンピオンを決定する大会であり、かつ大会の一部にトーナメント方式を採用しており、「世界選手権」「欧州選手権」と並ぶ世界三大選手権のひとつとされる。
1994年に第1回大会を開催して以来、毎年10月に開催された。
だが、2009年大会は中止。第16回は2010年に開催される。
2020年・2021年大会は新型コロナウイルスの影響で中止。第26回は2022年に開催される。

## 大会方式
大会は15ヶ国・地域より16クラブ（開催国日本より2クラブ）が参加。
各クラブチームよりシニア選手（16歳以上）2名とジュニア選手（13～15歳）1名の合計3名が出場。「クラブ対抗」では選手3名の合計得点を「クラブ得点」として、予選でのクラブ得点上位6クラブがノックアウト方式のトーナメントを勝ち上がり、クラブ世界一を争う。また、同時に個人得点より「シニア個人総合」「ジュニア個人総合」の順位も決定する。

## 大会結果
(AIN) は国を代表しない中立的な立場で参加。

### クラブ対抗
| 回 | 開催年 | 開催地               | 金                       | 銀                   | 銅                           |
| -- | ------ | -------------------- | ------------------------ | -------------------- | ---------------------------- |
| 1  | 1994年 | 東京体育館           |                          |                      |                              |
| 2  | 1995年 | 東京体育館           |                          |                      |                              |
| 3  | 1996年 | 東京体育館           |                          |                      |                              |
| 4  | 1997年 | 東京体育館           |                          |                      |                              |
| 5  | 1998年 | 東京体育館           |                          |                      |                              |
| 6  | 1999年 | 東京体育館           | ガスプロム               |                      |                              |
| 7  | 2000年 | 東京体育館           | ガスプロム               |                      |                              |
| 8  | 2001年 | 東京体育館           | ガスプロム               |                      |                              |
| 9  | 2002年 | 東京体育館           | ガスプロム               | デルギナスクール     | ディナモ・ミンスク           |
| 10 | 2003年 | 東京体育館           | ガスプロム               | ディナモ・ミンスク   | デルギナスクール             |
| 11 | 2004年 | 東京体育館           | ガスプロム               | デルギナスクール     | ディナモ・ミンスク           |
| 12 | 2005年 | 東京体育館           | ガスプロム               | デルギナスクール     | ディナモ・ミンスク           |
| 13 | 2006年 | 三重県営サンアリーナ | ガスプロム               | デルギナスクール     | ディナモ・ミンスク           |
| 14 | 2007年 | 東京体育館           | ガスプロム               | デルギナスクール     | ディナモ・ミンスク           |
| 15 | 2008年 | 東京体育館           | ガスプロム               | デルギナスクール     | SCイリアナ・イオン           |
| 16 | 2010年 | 東京体育館           | ガスプロム               | ディナモ・ミンスク   | デルギナスクール             |
| 17 | 2011年 | 東京体育館           | ガスプロム               | ディナモ・ミンスク   | デルギナスクール             |
| 18 | 2012年 | 代々木第一体育館     | ガスプロム               | ディナモ・ミンスク   | デルギナスクール             |
| 19 | 2013年 | 東京体育館           | ガスプロム               | ディナモ・ミンスク   | デルギナスクール             |
| 20 | 2014年 | 東京体育館           | ガスプロム               | ディナモ・ミンスク   | デルギナスクール             |
| 21 | 2015年 | 東京体育館           | ガスプロム               | デルギナスクール     | ディナモ・ミンスク           |
| 22 | 2016年 | 東京体育館           | ガスプロム               | ディナモ・ミンスク   | デルギナスクール             |
| 23 | 2017年 | 東京体育館           | ガスプロム               | ガルモニア・エリート | イオン新体操クラブ           |
| 24 | 2018年 | 高崎アリーナ         | ガスプロム               | ディナモ・ミンスク   | チーム・イスラエル           |
| 25 | 2019年 | 高崎アリーナ         | ガスプロム               | デルギナスクール     | ディナモ                     |
| 26 | 2022年 | 東京体育館           | ソシエタ・ファブリアーノ | デルギナスクール     | NSR/ブーロ                   |
| 27 | 2023年 | 東京体育館           | TSVシュマイデン          | デルギナスクール     | チーム・イスラエル           |
| 28 | 2024年 | 東京体育館           | ブーロ/パシフィック      | デルギナスクール     | ジムナスチカ・ファブリアーノ |

### 個人総合

#### シニア
| 回 | 開催年 | 開催地               | 金                           | 銀                         | 銅                         |
| -- | ------ | -------------------- | ---------------------------- | -------------------------- | -------------------------- |
| 1  | 1994年 | 東京体育館           |                              |                            |                            |
| 2  | 1995年 | 東京体育館           |                              |                            |                            |
| 3  | 1996年 | 東京体育館           |                              |                            |                            |
| 4  | 1997年 | 東京体育館           |                              |                            |                            |
| 5  | 1998年 | 東京体育館           |                              |                            |                            |
| 6  | 1999年 | 東京体育館           |                              |                            |                            |
| 7  | 2000年 | 東京体育館           |                              |                            |                            |
| 8  | 2001年 | 東京体育館           | アリーナ・カバエワ           |                            |                            |
| 9  | 2002年 | 東京体育館           | アリーナ・カバエワ           | イリーナ・チャシナ         | タマラ・イエロフィエバ     |
| 10 | 2003年 | 東京体育館           | イリーナ・チャシナ           | アリーナ・カバエワ         | アンナ・ベッソノバ         |
| 11 | 2004年 | 東京体育館           | アリーナ・カバエワ           | イリーナ・チャシナ         | アンナ・ベッソノバ         |
| 12 | 2005年 | 東京体育館           | オルガ・カプラノワ           | ベラ・セシナ               | アンナ・ベッソノバ         |
| 13 | 2006年 | 三重県営サンアリーナ | ベラ・セシナ                 | アリーナ・カバエワ         | インナ・ジューコワ         |
| 14 | 2007年 | 東京体育館           | オルガ・カプラノワ           | ベラ・セシナ               | アンナ・ベッソノバ         |
| 15 | 2008年 | 東京体育館           | エフゲニア・カナエワ         | アンナ・ベッソノバ         | ナタリア・ゴデュンコ       |
| 16 | 2010年 | 東京体育館           | エフゲニア・カナエワ         | ダリア・コンダコワ         | メリティナ・スタニオウタ   |
| 17 | 2011年 | 東京体育館           | エフゲニア・カナエワ         | ダリア・コンダコワ         | アリーナ・マキシメンコ     |
| 18 | 2012年 | 代々木第一体育館     | ダリア・ドミトリエワ         | アンナ・リザディノワ       | メリティナ・スタニウタ     |
| 19 | 2013年 | 東京体育館           | ヤナ・クドリャフツェワ       | メリティナ・スタニウタ     | マルガリータ・マムン       |
| 20 | 2014年 | 東京体育館           | マルガリータ・マムン         | ヤナ・クドリャフツェワ     | メリティナ・スタニウタ     |
| 21 | 2015年 | 東京体育館           | マルガリータ・マムン         | アンナ・リザディノワ       | アレクサンドラ・ソルダトワ |
| 22 | 2016年 | 東京体育館           | マルガリータ・マムン         | アンナ・リザディノワ       | アレクサンドラ・ソルダトワ |
| 23 | 2017年 | 東京体育館           | ディナ・アヴェーリナ         | ユリア・ブラービコワ       | カチェリーナ・ハルキナ     |
| 24 | 2018年 | 高崎アリーナ         | ディナ・アヴェーリナ         | アリーナ・アヴェーリナ     | リノイ・アシュラム         |
| 25 | 2019年 | 高崎アリーナ         | ディナ・アヴェーリナ         | アリーナ・アヴェーリナ     | ブラダ・ニコラチェンコ     |
| 26 | 2022年 | 東京体育館           | ソフィア・ラファエーリ       | ビクトリア・オノプリエンコ | ミレナ・バルダッサーリ     |
| 27 | 2023年 | 東京体育館           | ダリア・ヴァルフォロメーエフ | ビクトリア・オノプリエンコ | ソフィア・ラファエーリ     |
| 28 | 2024年 | 東京体育館           | ソフィア・ラファエーリ       | (AIN) アリーナ・ハルナスコ | タイシア・オノフリチュク   |

#### ジュニア
| 回 | 開催年 | 開催地               | 金                         | 銀                                | 銅                         |
| -- | ------ | -------------------- | -------------------------- | --------------------------------- | -------------------------- |
| 1  | 1994年 | 東京体育館           |                            |                                   |                            |
| 2  | 1995年 | 東京体育館           |                            |                                   |                            |
| 3  | 1996年 | 東京体育館           |                            |                                   |                            |
| 4  | 1997年 | 東京体育館           |                            |                                   |                            |
| 5  | 1998年 | 東京体育館           |                            |                                   |                            |
| 6  | 1999年 | 東京体育館           |                            |                                   |                            |
| 7  | 2000年 | 東京体育館           |                            |                                   |                            |
| 8  | 2001年 | 東京体育館           |                            |                                   |                            |
| 9  | 2002年 | 東京体育館           | オルガ・ペスキシェバ       | バレリヤ・クリルスカヤ            | ドミニカ・セルベンコバ     |
| 10 | 2003年 | 東京体育館           | エフゲニア・カナエワ       | エカテリーナ・ ベッツヴェルカイア | ガリーナ・シェルキナ       |
| 11 | 2004年 | 東京体育館           | エフゲニア・カナエワ       | マリヤ・ユスケヴィッチ            | ミザナ・イスマイロバ       |
| 12 | 2005年 | 東京体育館           | エフゲニア・カナエワ       | マリヤ・ユスケヴィッチ            | マリーナ・ボイコ           |
| 13 | 2006年 | 三重県営サンアリーナ | アナスタシア・イワンコワ   | ダリヤ・クシュネロワ              | エカテリーナ・ドニッチ     |
| 14 | 2007年 | 東京体育館           | アレクサンドラ・エルマコワ | ダリヤ・クシュネロワ              | 横山加奈                   |
| 15 | 2008年 | 東京体育館           | ダリア・ドミトリエワ       | メリチナ・スタニオウタ            | サミラ・ムスタファエワ     |
| 16 | 2010年 | 東京体育館           | ダリア・スワトコフスカヤ   | アリーナ・チャロバ                | ビクトリア・シュンカレンコ |
| 17 | 2011年 | 東京体育館           | アレクサンドラ・ソルダトワ | 皆川夏穂                          | エレナ・ボロティナ         |
| 18 | 2012年 | 代々木第一体育館     | カチェリーナ・ハルキナ     | ユリア・ブラービコワ              | アナスタシア・ムルミナ     |
| 19 | 2013年 | 東京体育館           | ユリア・ブラービコワ       | ハンナ・バズコ                    | エレオノラ・ロマノワ       |
| 20 | 2014年 | 東京体育館           | ベロニカ・ポリアコワ       | マリア・トルバック                | ザーラ・ピリエワ           |
| 21 | 2015年 | 東京体育館           | アリーナ・エルモロワ       | サビナ・タシュケンバエワ          | ザーラ・ピリエワ           |
| 22 | 2016年 | 東京体育館           | マリア・セルジーワ         | アリーナ・ハルナスコ              | カリン・カントロヴィッチ   |
| 23 | 2017年 | 東京体育館           | アナスタシア・セルゲエワ   | アナスタシア・サロス              | タクミナ・イクロノワ       |
| 24 | 2018年 | 高崎アリーナ         | アナスタシア・セルゲエワ   | 山田愛乃                          | ヤナ・ストリガ             |
| 25 | 2019年 | 高崎アリーナ         | ソフィア・ラファエーリ     | ニコール・カラシウク              | ソフィア・アガフォノワ     |
| 26 | 2022年 | 東京体育館           | タイシア・オノフリチュク   | 凛・アレシア・キーズ              | ロージェン・ダンブロジオ   |
| 27 | 2023年 | 東京体育館           | ラダ・プシュ               | タイシア・オノフリチュク          | 凛・アレシア・キーズ       |
| 28 | 2024年 | 東京体育館           | タイシア・レドカ           | ナタリア・デラローサ              | (AIN) ニコール・リアウタ   |

## 放送について
2007年までは日本テレビ放送網で放送されていたが、2008年大会はフジテレビがFIG主催国際大会放映権を獲得した関係もあり、世界クラブ選手権の放映権も同局に移動した。しかし、2010年から2012年まではテレビ朝日に再び移動した。以降、2013年から2016年まではフジテレビで、2017年からはテレビ朝日で放送されている。

### ネット局
2017年からはテレビ朝日系列で録画放送されているが、放送日・放送時間は地域により異なっている。
第24回大会（2018年）
| 放送対象地域   | 放送局           | 系列           | 放送日・放送時間                      | ネット状況    |
| -------------- | ---------------- | -------------- | ------------------------------------- | ------------- |
| 関東広域圏     | テレビ朝日       | テレビ朝日系列 | 2018年10月6日（土） 10:30 - 11:25     | 制作局        |
| 北海道         | 北海道テレビ     | テレビ朝日系列 | 2018年10月6日（土） 10:30 - 11:25     | 同時ネット    |
| 青森県         | 青森朝日放送     | テレビ朝日系列 | 2018年10月6日（土） 10:30 - 11:25     | 同時ネット    |
| 山形県         | 山形テレビ       | テレビ朝日系列 | 2018年10月6日（土） 10:30 - 11:25     | 同時ネット    |
| 福島県         | 福島放送         | テレビ朝日系列 | 2018年10月6日（土） 10:30 - 11:25     | 同時ネット    |
| 静岡県         | 静岡朝日テレビ   | テレビ朝日系列 | 2018年10月6日（土） 10:30 - 11:25     | 同時ネット    |
| 愛媛県         | 愛媛朝日テレビ   | テレビ朝日系列 | 2018年10月6日（土） 10:30 - 11:25     | 同時ネット    |
| 香川県・岡山県 | 瀬戸内海放送     | テレビ朝日系列 | 2018年10月6日（土） 9:30 - 10:25      | 1時間先行     |
| 熊本県         | 熊本朝日放送     | テレビ朝日系列 | 2018年10月6日（土） 10:35 - 11:30     | 5分遅れ       |
| 山口県         | 山口朝日放送     | テレビ朝日系列 | 2018年10月6日（土） 12:00 - 12:55     | 1時間30分遅れ |
| 大分県         | 大分朝日放送     | テレビ朝日系列 | 2018年10月6日（土） 13:00 - 13:55     | 2時間30分遅れ |
| 鹿児島県       | 鹿児島放送       | テレビ朝日系列 | 2018年10月6日（土） 13:00 - 13:55     | 2時間30分遅れ |
| 石川県         | 北陸朝日放送     | テレビ朝日系列 | 2018年10月6日（土） 13:50 - 14:45     | 3時間20分遅れ |
| 岩手県         | 岩手朝日テレビ   | テレビ朝日系列 | 2018年10月6日（土） 14:00 - 14:55     | 3時間30分遅れ |
| 秋田県         | 秋田朝日放送     | テレビ朝日系列 | 2018年10月6日（土） 14:00 - 14:55     | 3時間30分遅れ |
| 長崎県         | 長崎文化放送     | テレビ朝日系列 | 2018年10月6日（土） 15:00 - 15:55     | 4時間30分遅れ |
| 広島県         | 広島ホームテレビ | テレビ朝日系列 | 2018年10月7日（日） 12:00 - 12:55     | 遅れネット    |
| 長野県         | 長野朝日放送     | テレビ朝日系列 | 2018年10月8日（月・祝） 10:35 - 11:30 | 遅れネット    |
| 福岡県         | 九州朝日放送     | テレビ朝日系列 | 2018年10月8日（月・祝） 10:45 - 11:40 | 遅れネット    |
| 中京広域圏     | 名古屋テレビ     | テレビ朝日系列 | 2018年10月8日（月・祝） 10:51 - 11:45 | 遅れネット    |
| 近畿広域圏     | 朝日放送テレビ   | テレビ朝日系列 | 2018年10月8日（月・祝） 13:55 - 14:50 | 遅れネット    |
| 新潟県         | 新潟テレビ21     | テレビ朝日系列 | 2018年10月8日（月・祝） 14:05 - 15:00 | 遅れネット    |
| 沖縄県         | 琉球朝日放送     | テレビ朝日系列 | 2018年10月8日（月・祝） 14:35 - 15:30 | 遅れネット    |
| 宮城県         | 東日本放送       | テレビ朝日系列 | 2018年10月8日（月・祝） 14:55 - 15:50 | 遅れネット    |

第25回大会（2019年）
| 放送対象地域   | 放送局           | 系列           | 放送日・放送時間                      | ネット状況    |
| -------------- | ---------------- | -------------- | ------------------------------------- | ------------- |
| 関東広域圏     | テレビ朝日       | テレビ朝日系列 | 2019年11月2日（土） 10:30 - 11:25     | 制作局        |
| 山形県         | 山形テレビ       | テレビ朝日系列 | 2019年11月2日（土） 10:30 - 11:25     | 同時ネット    |
| 福島県         | 福島放送         | テレビ朝日系列 | 2019年11月2日（土） 10:30 - 11:25     | 同時ネット    |
| 愛媛県         | 愛媛朝日テレビ   | テレビ朝日系列 | 2019年11月2日（土） 10:30 - 11:25     | 同時ネット    |
| 北海道         | 北海道テレビ     | テレビ朝日系列 | 2019年11月2日（土） 10:45 - 11:40     | 15分遅れ      |
| 広島県         | 広島ホームテレビ | テレビ朝日系列 | 2019年11月2日（土） 10:45 - 11:40     | 15分遅れ      |
| 大分県         | 大分朝日放送     | テレビ朝日系列 | 2019年11月2日（土） 10:50 - 11:45     | 20分遅れ      |
| 石川県         | 北陸朝日放送     | テレビ朝日系列 | 2019年11月2日（土） 12:00 - 12:55     | 1時間30分遅れ |
| 香川県・岡山県 | 瀬戸内海放送     | テレビ朝日系列 | 2019年11月2日（土） 13:56 - 14:51     | 3時間26分遅れ |
| 鹿児島県       | 鹿児島放送       | テレビ朝日系列 | 2019年11月2日（土） 14:00 - 14:55     | 3時間30分遅れ |
| 青森県         | 青森朝日放送     | テレビ朝日系列 | 2019年11月2日（土） 14:35 - 15:30     | 4時間5分遅れ  |
| 岩手県         | 岩手朝日テレビ   | テレビ朝日系列 | 2019年11月2日（土） 14:35 - 15:30     | 4時間5分遅れ  |
| 長崎県         | 長崎文化放送     | テレビ朝日系列 | 2019年11月2日（土） 14:35 - 15:30     | 4時間5分遅れ  |
| 福岡県         | 九州朝日放送     | テレビ朝日系列 | 2019年11月4日（月・祝） 10:20 - 11:15 | 遅れネット    |
| 山口県         | 山口朝日放送     | テレビ朝日系列 | 2019年11月4日（月・祝） 10:30 - 11:25 | 遅れネット    |
| 長野県         | 長野朝日放送     | テレビ朝日系列 | 2019年11月4日（月・祝） 10:35 - 11:30 | 遅れネット    |
| 中京広域圏     | 名古屋テレビ     | テレビ朝日系列 | 2019年11月4日（月・祝） 10:50 - 11:45 | 遅れネット    |
| 近畿広域圏     | 朝日放送テレビ   | テレビ朝日系列 | 2019年11月4日（月・祝） 13:55 - 14:50 | 遅れネット    |
| 沖縄県         | 琉球朝日放送     | テレビ朝日系列 | 2019年11月4日（月・祝） 14:45 - 15:40 | 遅れネット    |
| 宮城県         | 東日本放送       | テレビ朝日系列 | 2019年11月4日（月・祝） 14:50 - 15:45 | 遅れネット    |
| 秋田県         | 秋田朝日放送     | テレビ朝日系列 | 2019年11月4日（月・祝） 14:50 - 15:45 | 遅れネット    |
| 静岡県         | 静岡朝日テレビ   | テレビ朝日系列 | 2019年11月4日（月・祝） 14:50 - 15:45 | 遅れネット    |
| 新潟県         | 新潟テレビ21     | テレビ朝日系列 | 2019年11月4日（月・祝） 14:55 - 15:50 | 遅れネット    |
| 熊本県         | 熊本朝日放送     | テレビ朝日系列 | 2019年11月4日（月・祝） 14:55 - 15:50 | 遅れネット    |

第26回大会（2022年）
| 放送対象地域   | 放送局           | 系列           | 放送日・放送時間                      | ネット状況 |
| -------------- | ---------------- | -------------- | ------------------------------------- | ---------- |
| 関東広域圏     | テレビ朝日       | テレビ朝日系列 | 2022年10月30日（日） 11:00 - 11:50    | 制作局     |
| 北海道         | 北海道テレビ     | テレビ朝日系列 | 2022年10月30日（日） 11:00 - 11:50    | 同時ネット |
| 青森県         | 青森朝日放送     | テレビ朝日系列 | 2022年10月30日（日） 11:00 - 11:50    | 同時ネット |
| 岩手県         | 岩手朝日テレビ   | テレビ朝日系列 | 2022年10月30日（日） 11:00 - 11:50    | 同時ネット |
| 宮城県         | 東日本放送       | テレビ朝日系列 | 2022年10月30日（日） 11:00 - 11:50    | 同時ネット |
| 秋田県         | 秋田朝日放送     | テレビ朝日系列 | 2022年10月30日（日） 11:00 - 11:50    | 同時ネット |
| 山形県         | 山形テレビ       | テレビ朝日系列 | 2022年10月30日（日） 11:00 - 11:50    | 同時ネット |
| 福島県         | 福島放送         | テレビ朝日系列 | 2022年10月30日（日） 11:00 - 11:50    | 同時ネット |
| 長野県         | 長野朝日放送     | テレビ朝日系列 | 2022年10月30日（日） 11:00 - 11:50    | 同時ネット |
| 静岡県         | 静岡朝日テレビ   | テレビ朝日系列 | 2022年10月30日（日） 11:00 - 11:50    | 同時ネット |
| 石川県         | 北陸朝日放送     | テレビ朝日系列 | 2022年10月30日（日） 11:00 - 11:50    | 同時ネット |
| 中京広域圏     | 名古屋テレビ     | テレビ朝日系列 | 2022年10月30日（日） 11:00 - 11:50    | 同時ネット |
| 広島県         | 広島ホームテレビ | テレビ朝日系列 | 2022年10月30日（日） 11:00 - 11:50    | 同時ネット |
| 山口県         | 山口朝日放送     | テレビ朝日系列 | 2022年10月30日（日） 11:00 - 11:50    | 同時ネット |
| 香川県・岡山県 | 瀬戸内海放送     | テレビ朝日系列 | 2022年10月30日（日） 11:00 - 11:50    | 同時ネット |
| 愛媛県         | 愛媛朝日テレビ   | テレビ朝日系列 | 2022年10月30日（日） 11:00 - 11:50    | 同時ネット |
| 福岡県         | 九州朝日放送     | テレビ朝日系列 | 2022年10月30日（日） 11:00 - 11:50    | 同時ネット |
| 長崎県         | 長崎文化放送     | テレビ朝日系列 | 2022年10月30日（日） 11:00 - 11:50    | 同時ネット |
| 大分県         | 大分朝日放送     | テレビ朝日系列 | 2022年10月30日（日） 11:00 - 11:50    | 同時ネット |
| 鹿児島県       | 鹿児島放送       | テレビ朝日系列 | 2022年10月30日（日） 11:00 - 11:50    | 同時ネット |
| 新潟県         | 新潟テレビ21     | テレビ朝日系列 | 2022年11月3日（木・祝） 14:50 - 15:40 | 遅れネット |
| 熊本県         | 熊本朝日放送     | テレビ朝日系列 | 2022年11月4日（金） 13:54 - 14:44     | 遅れネット |
| 沖縄県         | 琉球朝日放送     | テレビ朝日系列 | 2022年11月5日（土） 10:30 - 11:20     | 遅れネット |
| 近畿広域圏     | 朝日放送テレビ   | テレビ朝日系列 | 2022年11月10日（木） 13:49 - 14:39    | 遅れネット |

第27回大会（2023年）
| 放送対象地域   | 放送局           | 系列           | 放送日・放送時間                      | ネット状況   |
| -------------- | ---------------- | -------------- | ------------------------------------- | ------------ |
| 関東広域圏     | テレビ朝日       | テレビ朝日系列 | 2023年10月8日（日） 13:55 - 14:50     | 制作局       |
| 北海道         | 北海道テレビ     | テレビ朝日系列 | 2023年10月8日（日） 13:55 - 14:50     | 同時ネット   |
| 青森県         | 青森朝日放送     | テレビ朝日系列 | 2023年10月8日（日） 13:55 - 14:50     | 同時ネット   |
| 岩手県         | 岩手朝日テレビ   | テレビ朝日系列 | 2023年10月8日（日） 13:55 - 14:50     | 同時ネット   |
| 秋田県         | 秋田朝日放送     | テレビ朝日系列 | 2023年10月8日（日） 13:55 - 14:50     | 同時ネット   |
| 山形県         | 山形テレビ       | テレビ朝日系列 | 2023年10月8日（日） 13:55 - 14:50     | 同時ネット   |
| 福島県         | 福島放送         | テレビ朝日系列 | 2023年10月8日（日） 13:55 - 14:50     | 同時ネット   |
| 新潟県         | 新潟テレビ21     | テレビ朝日系列 | 2023年10月8日（日） 13:55 - 14:50     | 同時ネット   |
| 静岡県         | 静岡朝日テレビ   | テレビ朝日系列 | 2023年10月8日（日） 13:55 - 14:50     | 同時ネット   |
| 石川県         | 北陸朝日放送     | テレビ朝日系列 | 2023年10月8日（日） 13:55 - 14:50     | 同時ネット   |
| 中京広域圏     | 名古屋テレビ     | テレビ朝日系列 | 2023年10月8日（日） 13:55 - 14:50     | 同時ネット   |
| 近畿広域圏     | 朝日放送テレビ   | テレビ朝日系列 | 2023年10月8日（日） 13:55 - 14:50     | 同時ネット   |
| 広島県         | 広島ホームテレビ | テレビ朝日系列 | 2023年10月8日（日） 13:55 - 14:50     | 同時ネット   |
| 山口県         | 山口朝日放送     | テレビ朝日系列 | 2023年10月8日（日） 13:55 - 14:50     | 同時ネット   |
| 香川県・岡山県 | 瀬戸内海放送     | テレビ朝日系列 | 2023年10月8日（日） 13:55 - 14:50     | 同時ネット   |
| 愛媛県         | 愛媛朝日テレビ   | テレビ朝日系列 | 2023年10月8日（日） 13:55 - 14:50     | 同時ネット   |
| 福岡県         | 九州朝日放送     | テレビ朝日系列 | 2023年10月8日（日） 13:55 - 14:50     | 同時ネット   |
| 長崎県         | 長崎文化放送     | テレビ朝日系列 | 2023年10月8日（日） 13:55 - 14:50     | 同時ネット   |
| 熊本県         | 熊本朝日放送     | テレビ朝日系列 | 2023年10月8日（日） 13:55 - 14:50     | 同時ネット   |
| 大分県         | 大分朝日放送     | テレビ朝日系列 | 2023年10月8日（日） 13:55 - 14:50     | 同時ネット   |
| 鹿児島県       | 鹿児島放送       | テレビ朝日系列 | 2023年10月8日（日） 13:55 - 14:50     | 同時ネット   |
| 沖縄県         | 琉球朝日放送     | テレビ朝日系列 | 2023年10月8日（日） 13:55 - 14:50     | 同時ネット   |
| 長野県         | 長野朝日放送     | テレビ朝日系列 | 2023年10月8日（日） 16:00 - 16:55     | 2時間5分遅れ |
| 宮城県         | 東日本放送       | テレビ朝日系列 | 2023年10月9日（月・祝） 14:40 - 15:35 | 遅れネット   |

第28回大会（2024年）
| 放送対象地域   | 放送局           | 系列           | 放送日・放送時間                       | ネット状況 |
| -------------- | ---------------- | -------------- | -------------------------------------- | ---------- |
| 関東広域圏     | テレビ朝日       | テレビ朝日系列 | 2024年10月6日（日） 10:00 - 11:00      | 制作局     |
| 青森県         | 青森朝日放送     | テレビ朝日系列 | 2024年10月6日（日） 10:00 - 11:00      | 同時ネット |
| 岩手県         | 岩手朝日テレビ   | テレビ朝日系列 | 2024年10月6日（日） 10:00 - 11:00      | 同時ネット |
| 宮城県         | 東日本放送       | テレビ朝日系列 | 2024年10月6日（日） 10:00 - 11:00      | 同時ネット |
| 秋田県         | 秋田朝日放送     | テレビ朝日系列 | 2024年10月6日（日） 10:00 - 11:00      | 同時ネット |
| 山形県         | 山形テレビ       | テレビ朝日系列 | 2024年10月6日（日） 10:00 - 11:00      | 同時ネット |
| 福島県         | 福島放送         | テレビ朝日系列 | 2024年10月6日（日） 10:00 - 11:00      | 同時ネット |
| 新潟県         | 新潟テレビ21     | テレビ朝日系列 | 2024年10月6日（日） 10:00 - 11:00      | 同時ネット |
| 長野県         | 長野朝日放送     | テレビ朝日系列 | 2024年10月6日（日） 10:00 - 11:00      | 同時ネット |
| 静岡県         | 静岡朝日テレビ   | テレビ朝日系列 | 2024年10月6日（日） 10:00 - 11:00      | 同時ネット |
| 石川県         | 北陸朝日放送     | テレビ朝日系列 | 2024年10月6日（日） 10:00 - 11:00      | 同時ネット |
| 中京広域圏     | 名古屋テレビ     | テレビ朝日系列 | 2024年10月6日（日） 10:00 - 11:00      | 同時ネット |
| 近畿広域圏     | 朝日放送テレビ   | テレビ朝日系列 | 2024年10月6日（日） 10:00 - 11:00      | 同時ネット |
| 広島県         | 広島ホームテレビ | テレビ朝日系列 | 2024年10月6日（日） 10:00 - 11:00      | 同時ネット |
| 山口県         | 山口朝日放送     | テレビ朝日系列 | 2024年10月6日（日） 10:00 - 11:00      | 同時ネット |
| 香川県・岡山県 | 瀬戸内海放送     | テレビ朝日系列 | 2024年10月6日（日） 10:00 - 11:00      | 同時ネット |
| 愛媛県         | 愛媛朝日テレビ   | テレビ朝日系列 | 2024年10月6日（日） 10:00 - 11:00      | 同時ネット |
| 福岡県         | 九州朝日放送     | テレビ朝日系列 | 2024年10月6日（日） 10:00 - 11:00      | 同時ネット |
| 長崎県         | 長崎文化放送     | テレビ朝日系列 | 2024年10月6日（日） 10:00 - 11:00      | 同時ネット |
| 大分県         | 大分朝日放送     | テレビ朝日系列 | 2024年10月6日（日） 10:00 - 11:00      | 同時ネット |
| 鹿児島県       | 鹿児島放送       | テレビ朝日系列 | 2024年10月6日（日） 10:00 - 11:00      | 同時ネット |
| 沖縄県         | 琉球朝日放送     | テレビ朝日系列 | 2024年10月6日（日） 10:00 - 11:00      | 同時ネット |
| 北海道         | 北海道テレビ     | テレビ朝日系列 | 2024年10月6日（日） 10:30 - 11:30      | 30分遅れ   |
| 熊本県         | 熊本朝日放送     | テレビ朝日系列 | 2024年10月9日（水） 13:55 - 14:55      | 遅れネット |
| 宮城県         | 東日本放送       | テレビ朝日系列 | 2024年10月14日（月・祝） 13:45 - 14:45 | 遅れネット |